# Quinqueloculina
A Quinqueloculina a Foraminifera törzsbe tartozó Miliolidae család nemzetsége.
A Miliolidae család többi tagjához hasonlóan a Quinqueloculina háza tömör, porcelánszerű kalcitból van, melynek gyakran sárgás színt ad. Szintén a Miliolidae tagjaihoz hasonlóan a kamrák különböző síkokban vannak, és körönként két kamra van. A kamrák egymással 72°-os szöget bezáró síkokban vannak, de az egymást követő kamrák síkjai 144°-ot zárnak be. A Quinqueloculina a latin quinque kifejezésből származik, utalva arra, hogy öt kamra látható kívülről, de ebből három (az egyik oldalon egy, a másikon kettő) két másik kamra közt van. Ezek általában hosszúak és csőszerűek, egységes szintek nélkül.
Mintegy 30 Quinqueloculina-fajt neveztek el.
A Quinqueloculina az Egyesült Királyság partjain található nagy számban. Egy Quinqueloculina-faj nagy mennyiségű jelenléte a Kelta-tengerben az erős függőleges keveredés szezonális indikátora.
Egy kísérletben az élő Foraminifera-csoportok diverzitása, mennyisége és összetétele trendjeinek vizsgálatát elemezték a Porcupine Abyssal Plainnél talált minták megismétléséhez 13 évnél is hosszabb időszak alatt. Az eredmények szerint míg az 1989–94 közti mintákban a Quinqueloculina-fajok gyakorlatilag nem voltak jelen, az 1996. szeptemberi mintában érte el a maximumot (22%), mikor növényi bomlástermékek voltak jelen a magfelszíneken, 1997 márciusában kevésbé gyakori volt, még később viszonylag ritka. Azonban a vízszintesen vágott minták szerint a nagy példányok 1997 márciusában gyakoribbak voltak, mint 1996 szeptemberében, és a mélyebb üledékrétegekben összpontosultak. Feltehetően a Quinqueloculina sp. az üledékfelszínre vándorolt egy 1996-os eseményre válaszolva, ott megnőtt, szaporodott, majd visszavándorolt mélyebb rétegekbe, ahogy a növényi táplálék kimerült. Összességében a mintasorozat évtizedes változásokat mutatott meg a sekély vízi Foraminifera-fajok közt, mely többé-kevésbé a nagyobb fauna változásaival esett egybe, valamint a rövidebb események kapcsolatát a szezonálisan megjelenő növényi bomlástermékekkel. Egy másik tanulmányban 5 brazíliai parton vettek mintát, ahol összesen 69 Foraminifera-fajt találtak. A mintákban több mint 90%-ban holt házakat találtak, és négy helyen a Quinqueloculina lamarckiana volt a leggyakoribb 30,9–38,7%-os gyakorisággal.

## Fordítás
Ez a szócikk részben vagy egészben  a   Quinqueloculina című angol Wikipédia-szócikk ezen változatának fordításán alapul.  Az eredeti cikk szerkesztőit annak laptörténete sorolja fel. Ez a jelzés csupán a megfogalmazás eredetét és a szerzői jogokat jelzi, nem szolgál a cikkben szereplő információk forrásmegjelöléseként.